# Спивак, Александр Васильевич
Александр Васильевич Спивак (род. 23 ноября 1966, Стерлитамак) — российский педагог. Автор учебной и методической литературы по математике, составитель олимпиадных задач.

## Биография
В 1982 году в составе советской сборной завоевал серебряную медаль на Международной математической олимпиаде (золотую медаль с абсолютным результатом в том же году получил Григорий Перельман). В 1987 году окончил механико-математический факультет МГУ по кафедре алгебры.
Автор энциклопедии «Числа и фигуры» и ряда статей журнала «Квант».
Работает на Малом мехмате МГУ с 1982 года. Учитель математики московских школ № 1018, № 1101, № 1543. Соросовский учитель.
Ведёт кружки для 6-8 и 9-11 классов и организует работу лектория Малого Мехмата.